# 稲穂健市
稲穂 健市 （いなほ けんいち）は、日本の弁理士、米国公認会計士（デラウェア州Certificate）。東北大学研究推進・支援機構リサーチ・マネジメントセンター特任教授（首席URA）。内閣府科学技術・イノベーション推進事務局上席科学技術政策フェロー、知的財産権訴訟における裁判所専門委員（東京高等裁判所、東京地方裁判所、大阪地方裁判所所属）。センスチップ株式会社（東北大学発ベンチャー企業）監査役。福島工業高等専門学校非常勤講師。
東京都出身。横浜国立大学大学院工学研究科電子情報工学専攻博士前期課程修了。大手電気機器メーカーの知的財産部門、米国研究開発拠点（シリコンバレーおよびロサンゼルス近郊）などを経て東北大学に着任。東北大学革新的イノベーション研究プロジェクト（COI東北拠点）では戦略統括を務め、2023年に内閣府の主催する「第5回日本オープンイノベーション大賞」選考委員会特別賞を受賞した。早稲田大学エクステンションセンター講師、東北文化学園大学非常勤講師なども歴任。ユニークな題材を活用した知的財産権（特許権、商標権、著作権など）に関する著作などでも知られる。科学技術ジャーナリストとしての筆名は、稲森 謙太郎（いなもり けんたろう）。

## 著作

### 稲穂健市名義
- 『世界は知財でできている』講談社〈講談社現代新書 2412〉、2025年8月。ISBN 9784065407868。
- 『ロボジョ! 杉本麻衣のパテント・ウォーズ』楽工社、2020年8月。ISBN 9784903063942。
- 『こうして知財は炎上する ビジネスに役立つ13の基礎知識』NHK出版〈NHK出版新書 558〉、2018年8月。ISBN 9784140885581。
- 『楽しく学べる「知財」入門』講談社〈講談社現代新書 2412〉、2017年2月。ISBN 9784062884129。

### 稲森謙太郎名義
- 『すばらしき特殊特許の世界』太田出版、2014年2月。ISBN 9784778313883。
- 『女子大生マイの特許ファイル』楽工社、2010年12月。ISBN 9784903063478。
- 『勝手に使うな! 知的所有権のトンデモ話』講談社〈講談社+α新書 93-1C〉、2001年12月。ISBN 9784062721097。
- 『知られざる特殊特許の世界』太田出版、2000年8月。ISBN 9784872335262。

## 出演
- 『The News Masters TOKYO』（文化放送、2017年6月～2019年3月）

## 外部データ
- 稲穂健市 Official Page
- 稲穂健市 (@inapon_k) - X（旧Twitter）
- 稲穂健市 (@ken.inaho) - Instagram
- 稲穂健市 (kenichi.inaho.7) - Facebook